# سعد مكاوي
سعد مكاوي (1916 - 1985) روائي وصحفي مصري معاصر اشتهر برواية السائرون نياما (رواية)

## سيرة حياته
ولد سعد مكاوي حسن في 6 أغسطس سنة 1916 في قرية الدلاتون، مركز شبين الكوم التابع لمحافظة المنوفية، تلقى تعليمه في مدرسة
التوفيقية الابتدائية ومدرسة شبرا وفؤاد الأول الثانوية. سافر إلى باريس عام 1936 لدراسة الطب بيد أنه " يفشل ويحول دراسته إلى الآداب بالسربون ليعود في عام 1940 دون أن يحصل على الليسانس في الآداب بسبب نذر الحرب، وربما لأسباب أخرى، المهم أن المدة التي قضاها كاتبنا في باريس سواء في كلية الطب أو في كلية الآداب – ساعدته على دراسة بعض العلوم ذات الصلة الوثيقة بالأدب، مثل: علم الجمال وعلم النفس وسيكولوجية الجنس والتعرف على أصول القصة والمسرح والموسيقى والفن التشكيلي، هذا إلى جانب تعرفه على بعض قضايا العلم الحديثة، وقد أشار في أحد أحاديثه الصحفية إلى حبه لقراءة الكتب العلمية، على أية حال سيبدو أثر كل هذا واضحاً فيما يؤلف ويترجم سعد مكاوى، كما سنرى في عرض قائمة إنتاجية الأدبي.
عاد سعد مكاوي «إذن» من باريس دون أن يحصل على شهادة مثله في ذلك مثل أستاذه توفيق الحكيم، ومن ثم لم يكن أمامه بعد عودته إلى مصر سوى العمل في الصحافة وكتابة القصة فتولى الإشراف على صفحة الأدب في جريدة المصري عام 1947 وكانت من أوسع الجرائد المصرية انتشارا ً في عالم الصحافة والأدب آنذاك، وقد مكنه هذا العمل من نشر أهم قصصه ذات الصيغة الواقعية، أو (الواقعية الانحيازية) على حد قول الدكتور سيد حامد النساج، وهي القصص التي ضمنها مجموعتي «الماء العكر»، «والزمن الوغد»، وفي الوقت نفسه فتح باب النشر أمام كثير من نقاد اليسار وأدبائه أمثال: محمد مندور وعبد الرحمن الشرقاوى، يوسف إدريس وسعد الدين وهبه ونعمان عاشور وغيرهم، لكن من أسف، أغلقت جريدة المصري مع إلغاء الأحزاب عام 1954م ويمر عامان لينتقل بعدهما للأشراف على الصفحة الأدبية في جريدة الشعب عام 1956م ليظل بها حتى عام 1959م ومن الشعب ينتقل للعمل كاتباً بجريدة الجمهورية لسان حال الثورة آنذاك، وهناك يتبارى نتاجه الأدبي مع نتاج يوسف إدريس وعبد الرحمن الشرقاوى، إذ ينشر على صفحاتها ابتداء من يناير 1963م رائعته في الرواية التاريخية، والتي ستظل علامة في تاريخ الرواية العربية أقصد رواية «السائرون نياما» مبلورا فيها «بتقنية» فنية عالية رؤيته الواقعية والتاريخية للمجتمع المصري في ذلك الحين من خلال فترة تاريخية من العصر المملوكي.
ينتقل الكاتب بعد ذلك للعمل في وزارة الثقافة حتى إحالته إلى المعاش، فيعمل مشرفا على لجنة النصوص السينمائية، لينتقل بعدها – وفي عامه الأخير – قبل سن المعاش – ريسئا ً لهيئة المسرح حتى 16 أغسطس 1976 وهو تاريخ بلوغه سن الستين، أما آخر أعماله الوظيفية فكان مقرراً للجنة القصة بالمجلس الأعلى للفنون والآداب، وقد لازمه هذا العمل حتى وفاته في 11 أكتوبر 1985م.
وواضح من خلال هذه المرحلة الخصبة من العمل في الصحافة ووزارة الثقافة، أنه كانت لديه الفرص المتاحة للوصول إلى عالم الشهرة، وفرض الذات، بيد ان سعد مكاوى كان عازفاً عن كل هذا، ولعل هذا راجع إلى حساسيته المفرطة وميله إلى العزلة والابتعاد عن «الشللية» والمجتمعات والأندية الأدبية يقول من حوار له مع الكاتب عبد العال الحمامصى«منذ الصبا الأول والميل إلى التأمل طبيعة أصيلة في تكويني.. لذلك تجد في بعض نماذجي القصصية سخرية رفيقة من الذين لاهم لهم إلا أن يكونوا واسطة العقد، أو زهرة المجلس. حتى (متعى) في الطفولة والصبا كانت من النوع الذي ينأى عن الضجيج والزحام، ويجنح إلى فرص التأمل» ويقودنا هذا إلى الحديث عن نشأة الكاتب وتكوينه الاجتماعي والثقافي.
ينتمي سعد مكاوي إلى الريف المصري الفقير «الذي يسوده عبق التصوف» لذلك تكثر في أعماله أسماء وشخصيات ريفية، بل إن أدبه قائم على ثنائية الريف والمدينة، إذ يعدان المكانين الأساسيين في بناء أي عمل فنى له، نرى ذلك في أعماله الأولى والأخيرة على حد سواء، لنترك الكاتب يتحدث عن نشأته في ظل القرية والجو الصوفي وتأثير ذلك على رؤيته للحياة والفن، إذ يقول: كان أبى من طبقة المتصوفة، التي أخذت روح التصوف الحقيقي في معناه الكلى ليس التصوف الذي يفر من الواقع في صورته الشائعة، بل الذي ينظر إلى الواقع من خلال رؤية كلية تنفذ إلى الماوراء لدرجة أنها قد تربط المعنى الإنساني الكلى وحقائق الوجود الأصلية بالمصير الإنساني، مما يهب النفس قدراً من الثقافة والتصوف بهذا المعنى يعطى الإنسان قدرة على أن يستشف كل حقائق الوجود والحياة، بحيث تكون النظرة الجوانية للإنسان هي القوة السائدة.
من خلال هذا الطراز النادر للفلاح المصري البسيط المتصرف بدأت ونمت نظرتي إلى الواقع. ففى هذا الوسط الفقير الكادح أمكن أن تعرف في وقت مبكر نوعاً ما إلى الكثير من أوليات الوضع الطبقي العام لأبناء وطني، وللعلاقات الاجتماعية ".

## آثاره

### الروايات
- السائرون نياما (رواية).
- اسم العمل السنة
- الرجل والطريق 1964
- الكرباج 1980
- لا تسقني وحدي

### القصة القصيرة
- نساء من خزف1948
- الماء العكر 1956
- قهوة المجاذيب 1951
- شهيرة وقصص أخرى 1957
- قديسة من باب الشعرية 1 1959
- مجمع الشياطين 1957
- الرجل والطريق 1964
- مخالب وأنياب 1953
- الرقص علي العشب الأخضر 1962
- الزمن الوغد 1954
- القمر المشوي 1968
- راهبة من الزمالك 1955
- الفجر يزور الحديقة 1975
- أبواب الليل 1956
- علي حافة النهر الميت 1985

### المسرحيات
- الميت الحي
- الأيام الصعبة
- الحلم بداخل القرية
- الهدية

## روابط خارجية
- سعد مكاوي على موقع أرشيف الشارخ.